# American Heart Association
L'Associació Americana del Cor (en anglès: American Heart Association) és el màxim referent científic en matèria de cardiologia en els Estats Units, degut al seu volum de publicacions científiques, l'AHA actualment determina i defineix les directrius dels avanços mèdics en l'àmbit de la cardiologia.
L'Associació Americana del Cor és una organització sense ànim de lucre estatunidenca, que promou la prevenció cardíaca adequada per reduir les discapacitats i les defuncions causades per les malalties cardiovasculars i els accidents vasculars. L'associació té la seu a Dallas, Texas. L'AHA és una organització voluntària nacional de salut la seva missió és: construir una vida més sana, amb menys malalties cardiovasculars i accidents vasculars. L'associació és una organització de referència per a l'estudi de les malalties cardiovasculars i la prevenció de riscos. La majoria dels protocols i les recomanacions utilitzades en els Estats Units i arreu del món, es basen en gran part en les seves recerques i publicacions.